# MJコール
MJコール（MJ Cole）は、イギリスのUKガラージ／2ステップDJ、音楽プロデューサー、ミュージシャン、リミキサー。

## 来歴
イギリスのロンドンに生まれたコールは、年少時にオーボエとピアノでクラシック音楽の教育を受け、王立音楽大学のJunior Department、およびシティ・オブ・ロンドン・スクール (City of London School) の両方で奨学金を獲得した。
シティ大学ロンドン（現ロンドン大学シティ校）卒業後、フレック・ナスティ (Freq Nasty) やエド・ラッシュ (Ed Rush) などのテープオペレーター／サウンドエンジニアとして、ドラムンベースレーベルのSOURに勤務。しかしながら、キム・メイゼル (Kym Mazelle) の楽曲のラムゼイ&フェン (Ramsey & Fen) による2ステップリミックスの調整に取り組んだことをきっかけに、UKガラージに熱中。1997年 - 1999年には、UKガラージレーベルV.I.P. (Very Important Plastic) のトラックのエンジニア兼リード・プロデューサーを務めるとともに、海賊ラジオ「ロンドン・アンダーグラウンドFM」(London Underground FM) にてドリーム・チーム (Dreem Teem) などと並んでDJを担当した。
そこから、サンプラーやAtariを用いて、1998年にオリジナル曲「シンシア」(Sincere) を制作。このトラックはやがてBBCラジオ1 (BBC Radio 1) のDJ、ピート・トング（ピート・トン、Pete Tong）やAM:PMレーベルにピックアップされ、全英シングルチャートトップ40に食い込んだ最も早いUKガラージ作品の1つとなった。
ジャイルス・ピーターソン (Gilles Peterson) のレーベル、トーキング・ラウド (Talkin' Loud) と契約を交わし、2000年にファーストアルバム『シンシア』(Sincere) を制作。2枚の全英トップ15シングルも収録するこの作品は、コールにマーキュリー賞とブリット・アワードへのノミネート、そして2001年にはMOBOアワード (MOBO Awards) 最優秀プロデューサー賞をもたらすこととなった。さらにBPI（英国レコード産業協会）からイギリス国内における6万枚以上の売上を認められた。ジュールズ・ホランド (Jools Holland) の『レイター・ショー』(Later Show)、『トップ・オブ・ザ・ポップス』(Top of the Pops)、『CD:UK』、『ザ・チャート・ショー』(The Chart Show)、そしてマーキュリー賞とMOBOアワードにおけるアルバム『シンシア』からの楽曲の演奏には、ライブバンドを結成して臨んだ。2003年、同じくトーキング・ラウドからセカンドアルバム『カット・トゥ・ザ・チェイス』(Cut to the Chase) をリリース。
2004年にトーキング・ラウドを離れたのち、自身のレーベル、プロリフィック・レコーディングス (Prolific Recordings) からシングルとEPを数点リリース。このレーベルでの作品には、グライムアーティストのワイリー (Wiley) や長年のコラボレーター、エリザベス・トロイ (Elisabeth Troy) などとの多くのコラボレーションがある。
2014年、メアリー・J・ブライジ (Mary J. Blige) の楽曲「ノーバディ・バット・ユー」(Nobody but You) を、ブライジ、サム・スミス (Sam Smith)、ジミー・ネイプス (Jimmy Napes) と共同ライティング、およびプロデュース。2015年前半、ネイプスのEP『メイキング・オブ・ミー』(Making of Me) で再度共同ライティング、およびプロデュース。
同じく2015年、トゥデイ・トゥモロー・レコーズ (Today, Tomorrow Records) からリリースされた楽曲「プリビレッジ」(Priviledge) で、T・ウィリアムズ (T. Williams) とコラボレート、またディスクロージャー (Disclosure) のレーベル、メソッド・ホワイト (Method White) からシングル「ボールダーズ」(Bouldaz) をリリース。
コールは幅広いジャンルのアーティストのプロデュースを続けた。ディジー・ラスカル (Dizzee Rascal) の「ベースライン・ジャンキー」(Bassline Junkie)、エグザンプル (Example) の「サムシング・イン・ザ・ウォーター」(Something in the Water)、ケイティ・B (Katy B) の「ブルー・アイズ」(Blue Eyes) は、いずれもコールのプロデュース楽曲である。また、エイミー・ワインハウス (Amy Winehouse)、マライア・キャリー (Mariah Carey)、デ・ラ・ソウル (De La Soul)、アリシア・キーズ (Alicia Keys) ほか多数のアーティストのトラックのリミックスも手がけており、アトランティック・レコード (Atlantic Records) からジェス・グリン (Jess Glynne) の「ホールド・マイ・ハンド」(Hold My Hand) のリミックスを、そしてミニストリー・オブ・サウンド (Ministry of Sound) からDJフレッシュ (DJ Fresh) とアダム・F (Adam F) の「ビリーバー」(Believer) のリミックスをそれぞれリリースしている。
2016年前半、レッドライト (Redlight) のロブスター・ボーイ・レコーズ (Lobster Boy Records) からシングル「アルカトラズ」(Alcatraz) をリリース。同年8月、イギリスのMC、AJ・トレイシー (AJ Tracey) を迎え、ジャンルをまたぐ力強いシングル「ザ・ランブル」(The Rumble) をリリース。この「ザ・ランブル」についてコールは、これは「…ロンドンの一面、今のエネルギー、自分たちにとってUKで刺激的なものすべての融合」であると述べている。
2017年 - 2018年、892レーベルから「ピクチャーズ・イン・マイ・ヘッド」(Pictures in My Head)、「ソーク・イット・アップ」(Soak It Up) など、安定的に複数のシングルをリリース。その一部には、コールによるVIPミックス（Variation In Production、別バージョン）も伴うこととなった。また2018年、「自分が行うトラディショナルな形のライティングから一歩離れる」ものと述べるEP『ファウンデーションズ』(Foundations) をリリース。
プロデュース／ライティング／リミックスと並行し、世界各国のフェスティバルやクラブのDJとしてツアーを継続している。ほかにシュワルツ (Schwarts) 社の「ザ・サウンド・オブ・テイスト」(The Sound of Taste) キャンペーンなど、テレビの広告キャンペーンへの音楽の書き下ろし・制作も行っており、O2社には小品 "Lava" を提供。また、ロンドン中心部のクラーケンウェル (Clerkenwell) の複合レコーディング・スタジオ「ザ・ジン・ファクトリー」(The Gin Factory) の建設および設計にも貢献した。

## ディスコグラフィ

### アルバム
| タイトル                            | 詳細 | チャート順位 |
| タイトル                            | 詳細 | UK           |
| ----------------------------------- | --- | ------------ |
| Sincere                             | - 発売日: 2000年12月4日 - レーベル: Talkin' Loud - 規格: CD／アナログ・レコード／デジタル・ダウンロード／ストリーミング                         | 14           |
| Cut to the Chase                    | - 発売日: 2003年4月21日 - レーベル: Talkin' Loud／Universal Music (日本) - 規格: CD／アナログ・レコード／デジタル・ダウンロード／ストリーミング | -            |
| "̶" はチャート圏外またはリリース中止 | |              |

### EP
| タイトル                                         | 詳細 |
| ------------------------------------------------ | --- |
| Northside / Southside (with Matlok)              | - 発売日: 2007年12月 - レーベル: Prolific - 規格: アナログ・レコード                                             |
| Battle Stations (with Zed Bias featuring MC Fox) | - 発売日: 2009年12月 - レーベル: Prolific - 規格: アナログ・レコード                                             |
| Riddim                                           | - 発売日: 2010年4月26日 - レーベル: Prolific - 規格: アナログ・レコード                                          |
| Satellite                                        | - 発売日: 2011年2月28日 - レーベル: Prolific - 規格: アナログ・レコード／デジタル・ダウンロード／ストリーミング  |
| Southern Electric (with Scrufizzer)              | - 発売日: 2011年10月11日 - レーベル: Prolific - 規格: アナログ・レコード／デジタル・ダウンロード／ストリーミング |
| Panoramic                                        | - 発売日: 2013年8月19日 - レーベル: Prolific - 規格: アナログ・レコード／デジタル・ダウンロード／ストリーミング  |
| Foundations                                      | - 発売日: 2018年10月26日 - レーベル: 892 Records - 規格: デジタル・ダウンロード／ストリーミング                  |
| Waking Up                                        | - 発売日: 2019年2月27日 - レーベル: 892 Records - 規格: デジタル・ダウンロード／ストリーミング                   |

### シングル
- "Sincere" (1998年) ‒ featuring Nova Caspar and Jay Dee ‒ UK No. 38
- "Crazy Love" (2000年) ‒ featuring Elisabeth Troy ‒ UK No. 10
- "Sincere" (remix) (2000年) ‒ UK No. 13
- "Hold On to Me" (2000年) ‒ featuring Elisabeth Troy ‒ UK No. 35
- "Wondering Why" (2003年) ‒ featuring Vula ‒ UK No. 30[15]
- "Never Say Never" (2004年) ‒ featuring Shea
- "When You Said You Loved Me" (2004年) ‒ featuring Tubby T
- "Badboy" (2006年) ‒ featuring Laura Vane
- "Watertight" (2006年) ‒ featuring Laura Vane
- "Gotta Have It" (2009年) ‒ featuring Digga
- "From the Drop" (2010年) ‒ MJ Cole and Wiley
- "Satellite" (2011年)
- "Red and Black" (2012年)
- "Bouldaz" (2015年)
- "Alcatraz" (2016年)
- "The Rumble" (2016年) ‒ MJ Cole and AJ Tracey
- "Undo" (2017年) - MJ Cole and Alyss
- "Shelter" (2017年) - MJ Cole and Bruno Major
- "Interbass" (2017年) - MJ Cole and DJ Zinc
- "Pictures in My Head" (2017年)
- "Soak It Up" (2018年) - MJ Cole and Kojey Radical
- "Homerton B" (remix) (2018年) - MJ Cole & Unknown T
- "Waking Up" (2019年) ‒ MJ Cole and Freya Ridings[16]

### リミックス

#### 日本のアーティストの楽曲
- bird「GAME」（2000年）
- Sweet Robots Against The Machine（テイ・トウワの別名義）「FREE」（2003年）
- SMAP「ダイナマイト」（2005年）